# ميريام ليو
ميريام ليو (بالصينية: 劉健儀) (و. 1947 – م) هي محامية، وJustice of the Peace، ولدت في قوانغتشو.

## مناصب
تولت منصب عضو المجلس التشريعي لهونغ كونغ (1 يوليو 1998–30 سبتمبر 2012)، وعضو مجلس الشعب الصيني ‏، وعضو المجلس التشريعي المؤقت ‏.

## التعليم
تعلمت في جامعة هونغ كونغ.

## جوائز
حصلت على جوائز منها:
- نجمة بواهينيا الذهبية [الإنجليزية]‏
- نيشان الامبراطورية البريطانية من رتبة ضابط.